# Hopfinvariant
Inom matematiken, speciellt inom algebraisk topologi, är Hopfinvarianten, uppkallad efter Heinz Hopf, en homotopiinvariant av vissa avbildningar mellan sfärer.

## Definition
Låt {\displaystyle \phi \colon S^{2n-1}\to S^{n}} vara en kontinuerlig funktion (anta att {\displaystyle n>1}). Då kan vi bilda cellkomplexet
{\displaystyle C_{\phi }=S^{n}\cup _{\phi }D^{2n},}
där {\displaystyle D^{2n}} är en {\displaystyle 2n}-dimensionell disk associerad till {\displaystyle S^{n}} via {\displaystyle \phi }. De cellulära kedjegrupperna {\displaystyle C_{\mathrm {cell} }^{*}(C_{\phi })} är fritt genererade på {\displaystyle n}-celler i grad {\displaystyle n}, så de är lika med {\displaystyle \mathbb {Z} } i grad 0, {\displaystyle n} och {\displaystyle 2n} och noll annars. Cellulär (ko-)homologi är (ko-)homologin av detta kedjekomplex, och eftersom alla randhomomorfier måste vara noll (kom ihåg att {\displaystyle n>1}), är kohomolgin
{\displaystyle H_{\mathrm {cell} }^{i}(C_{\phi })={\begin{cases}\mathbb {Z} &i=0,n,2n,\\0&{\mbox{annars}}.\end{cases}}}
Beteckna generatorerna av kohomologigrupperna med
{\displaystyle H^{n}(C_{\phi })=\langle \alpha \rangle } and {\displaystyle H^{2n}(C_{\phi })=\langle \beta \rangle .}
För dimensionella orsaker måste alla kupprodukter mellan dessa klasser vara triviala utom {\displaystyle \alpha \smile \alpha }. Följaktligen, som en ring, är kohomologin
{\displaystyle H^{*}(C_{\phi })=\mathbb {Z} [\alpha ,\beta ]/\langle \beta \smile \beta =\alpha \smile \beta =0,\alpha \smile \alpha =h(\phi )\beta \rangle .}
Heltalet {\displaystyle h(\phi )} är Hopfinvarianten av avbildningen {\displaystyle \phi }.